# Édier Ocampo
Édier Ocampo Vidal (Tumaco, Colombia; 3 de octubre de 2003) es un futbolista colombiano. Juega de defensa y su equipo actual es el Vancouver Whitecaps de la Major League Soccer.

## Trayectoria
Ocampo entró a las inferiores del Atlético Nacional en 2020. Para la temporada 2022, fue cedido al Fortaleza CEIF de la Primera B.
El 8 de agosto de 2024, el defensor firmó en el Vancouver Whitecaps de la Major League Soccer.

## Selección nacional
Disputó el Campeonato Sudamericano Sub-20 de 2023, logrando el tercer y lugar, para luego disputar la Copa Mundial Sub-20 de 2023.

## Estadísticas
Actualizado al último partido disputado el 3 de octubre de 2024.
| Club                          | Div.          | Temporada     | Liga  | Liga  | Copas nacionales | Copas nacionales | Copas internacionales | Copas internacionales | Total | Total |
| Club                          | Div.          | Temporada     | Part. | Goles | Part.            | Goles            | Part.                 | Goles                 | Part. | Goles |
| ----------------------------- | ------------- | ------------- | ----- | ----- | ---------------- | ---------------- | --------------------- | --------------------- | ----- | ----- |
| Fortaleza CEIF · Colombia     | 2.ª           | 2022          | 17    | 0     | 0                | 0                | —                     | —                     | 17    | 0     |
| Fortaleza CEIF · Colombia     | Total club    | Total club    | 17    | 0     | 0                | 0                | 0                     | 0                     | 17    | 0     |
| Atlético Nacional · Colombia  | 1.ª           | 2023          | 23    | 0     | 8                | 0                | 4                     | 0                     | 35    | 0     |
| Atlético Nacional · Colombia  | 1.ª           | 2024          | 21    | 3     | —                | —                | 2                     | 0                     | 23    | 3     |
| Atlético Nacional · Colombia  | Total club    | Total club    | 44    | 3     | 8                | 0                | 6                     | 0                     | 58    | 3     |
| Vancouver Whithecaps · Canadá | 1.ª           | 2024          | 6     | 0     | —                | —                | —                     | —                     | 6     | 0     |
| Vancouver Whithecaps · Canadá | Total club    | Total club    | 6     | 0     | 0                | 0                | 0                     | 0                     | 6     | 0     |
| Total carrera                 | Total carrera | Total carrera | 67    | 3     | 8                | 0                | 6                     | 0                     | 81    | 3     |

## Palmarés

### Títulos nacionales
| Título                | Club                 | País     | Año  |
| --------------------- | -------------------- | -------- | ---- |
| Copa Colombia         | Atlético Nacional    | Colombia | 2023 |
| Superliga de Colombia | Atlético Nacional    | Colombia | 2023 |
| Campeonato Canadiense | Vancouver Whithecaps | Canadá   | 2024 |